# Mr. Taxi
"Mr. Taxi" (tạm dịch: Chú tài xế) là bài hát tiếng Nhật của nhóm nhạc nữ Hàn Quốc Girls' Generation, được phát hành cùng với phiên bản tiếng Nhật của "Run Devil Run" vào ngày 27 tháng 4 năm 2011 với vai trò là đĩa đơn thứ ba từ album tiếng Nhật đầu tay của họ, Girls' Generation. Đây là bài hát nguyên bản tiếng Nhật đầu tiên của nhóm và cũng là đĩa đơn tiếng Nhật đầu tiên bán được hơn 100,000 bản trong tuần đầu phát hành. Đĩa đơn này đã đứng đầu bảng xếp hạng Japan Hot 100 trong hai tuần liên tiếp. Mặc dù không được phát hành tại Hàn Quốc, cho đến hết năm 2011, phiên bản tiếng Nhật vẫn bán được 786,000 bản. Phiên bản tiếng Hàn của bài hát sau đó được phát hành với vai trò là đĩa đơn thứ hai từ album tiếng Hàn thứ ba của nhóm, The Boys.

## Phát hành
Ban đầu "Mr. Taxi / Run Devil Run" được công bố là sẽ ra mắt vào ngày 13 tháng 4 năm 2011, nhưng sau đó ngày phát hành đã bị dời đến 27 tháng 4 do trận động đất và sóng thần Tōhoku. Doanh thu từ đĩa đơn được dùng để quyên góp cho hội Chữ Thập Đỏ Nhật Bản. Đĩa đơn này còn bao gồm phiên bản tiếng Nhật của "Run Devil Run", đĩa đơn tiếng Hàn năm 2010 của nhóm. Bài hát này được phát hành trực tuyến vào ngày 25 tháng 1 năm 2011. "Mr. Taxi / Run Devil Run" là đĩa đơn đầu tiên có một bài hát nguyên bản tiếng Nhật của Girls' Generation, tất cả các đĩa đơn trước đó đều là phiên bản tiếng Nhật của các bài hát tiếng Hàn.
"Mr. Taxi / Run Devil Run" được phát hành vào ngày 27 tháng 4 năm 2011 dưới ba phiên bản: phiên bản thông thường chỉ bao gồm CD, phiên bản Deluxe First Press bao gồm CD, sách ảnh và một đĩa DVD chứa các video âm nhạc của "Run Devil Run", cũng như phiên bản Limited Period bao gồm CD, một đĩa DVD chứa video âm nhạc của "Run Devil Run" và sách ảnh khác phiên bản Deluxe. "Run Devil Run" và đĩa đơn này được phát hành trên toàn thế giới thông qua iTunes Nhật Bản lần lượt vào các ngày 25 tháng 1 năm 2011 và 23 tháng 4 năm 2011.

## Quảng bá
Girls' Generation biểu diễn "Run Devil Run" và "Mr. Taxi" lần đầu tiên biểu trên chương trình Music Station lần lượt vào các ngày 28 tháng 1 và 13 tháng 5 năm 2011. Sau đó nhóm đã biểu diễn cả hai phiên bản của bài hát trong các tour diễn của SMTown. Tháng 9 năm 2012, khi đang quảng bá cho đĩa đơn "Oh! / All My Love Is For You", họ đã biểu diễn "Mr. Taxi" trên chương trình Hey! Hey! Hey! Music Champ và Music Lovers.

## Doanh số
"Mr. Taxi / Run Devil Run" đã trở thành đĩa đơn đầu tiên của Girls' Generation bán được hơn 100,000 bản trong tuần đầu ra mắt, The single also managed to reach the number one spot on Billboard Japan Hot 100 chart for two consecutive weeks. đồng thời đạt vị trí thứ 11 trên bảng xếp hạng đĩa đơn cuối năm của Japan Hot 100. Ngày 25 tháng 5 năm 2011, "Mr. Taxi" đứng đầu bảng xếp hạng âm nhạc Gmusic tại Đài Loan. Đĩa đơn này cũng rất thành công trên các bảng xếp hạng Oricon khi lọt vào các vị trí thứ nhất và thứ hai lần lượt trên bảng xếp hạng đĩa đơn hàng ngày và hàng tuần, sau đó đạt vị trí thứ 46 trên bảng xếp hạng đĩa đơn cuối năm. Tại Hàn Quốc, "Mr. Taxi / Run Devil Run" bán được hơn 13,000 bản. Riêng "Mr. Taxi" đã bán được hơn 787,000 bản trong năm 2011 trên toàn thế giới.

## Video âm nhạc
Teaser video, video chính thức và phiên bản vũ đạo của "Run Devil Run" ra mắt lần lượt vào các ngày 8, 9 và 25 tháng 4 năm 2011. Vũ đạo của ca khúc này do Lisette Bustamante thực hiện.
Teaser video, phiên bản vũ đạo và video chính thức của "Mr. Taxi" ra mắt lần lượt vào các ngày 22, 25 và 28 tháng 4 năm 2011. Vũ đạo của ca khúc này do Rino Nakasone và Sim Jaewon thực hiện. Video này được đề cử cho hạng mục Video của năm tại MTV Video Music Awards Japan năm 2012 nhưng để thua video "Rising Sun" của EXILE.

## Danh sách bài hát
- Tải về trực tuyến[23]

1. "Mr. Taxi" – 3:32
2. "Run Devil Run – 3:21

| CD thông thường | CD thông thường                        | CD thông thường                                                         | CD thông thường                            | CD thông thường |
| STT             | Nhan đề                                | Sáng tác                                                                | Sản xuất                                   | Thời lượng      |
| --------------- | -------------------------------------- | ----------------------------------------------------------------------- | ------------------------------------------ | --------------- |
| 1.              | "Mr. Taxi"                             | Allison Veltz, Paolo Prudencio, Chad Royce, Scott Mann                  | STY                                        | 3:32            |
| 2.              | "Run Devil Run (phiên bản tiếng Nhật)" | Alex James, Michael Busbee, Kalle Engström, Hong Ji-yu, Kanata Nakamura | Alex James, Michael Busbee, Kalle Engström | 3:21            |

| DVD phiên bản giới hạn | DVD phiên bản giới hạn                                                                                | DVD phiên bản giới hạn |
| STT                    | Nhan đề                                                                                               | Thời lượng             |
| ---------------------- | --- | ---------------------- |
| 1.                     | "Run Devil Run (phiên bản tiếng Nhật)" (Video âm nhạc)                                                |                        |
| 2.                     | "Run Devil Run (phiên bản tiếng Nhật)" (Phiên bản vũ đạo – chỉ có trong phiên bản Deluxe First Press) |                        |

## Bảng xếp hạng
| Ngày phát hành      | Bảng xếp hạng | Thứ hạng cao nhất | Doanh số khởi đầu | Tổng doanh số |
| ------------------- | ------------- | ----------------- | ----------------- | ------------- |
| 27 tháng 4 năm 2011 | Hàng ngày     | 1                 | 40,194            | 174,000       |
| 27 tháng 4 năm 2011 | Hàng tuần     | 2                 | 40,194            | 174,000       |
| 27 tháng 4 năm 2011 | Cuối tháng    | 6                 | 40,194            | 174,000       |
| 27 tháng 4 năm 2011 | Cuối năm      | 46                | 40,194            | 174,000       |

| Bảng xếp hạng                    | Thứ hạng cao nhất |
| -------------------------------- | ----------------- |
| Billboard Japan Hot 100          | 1                 |
| Billboard Japan Hot 100 cuối năm | 11                |
| RIAJ Digital Track               | 5                 |
| G-Music J-POP Daily              | 1                 |
| Gaon International Singles       | 1                 |

| Chart                                      | Amount                  |
| ------------------------------------------ | ----------------------- |
| RIAJ (CD)                                  | Vàng (100,000+)         |
| RIAJ (nhạc chuông) - "Mr. Taxi"            | Bạch kim đôi (500,000+) |
| RIAJ (tải về trên điện thoại) - "Mr. Taxi" | Bạch kim đôi (500,000+) |
| RIAJ (tải về trên PC) - "Mr. Taxi"         | Bạch kim (250,000+)     |
| RIAJ (nhạc chuông) - "Run Devil Run"       | Vàng (100,000+)         |
| Gaon Album                                 | 13,000+                 |
| Gaon International Single (cuối năm)       | 787,00+                 |

## Phiên bản tiếng Hàn
Phiên bản tiếng Hàn của "Mr. Taxi" được phát hành vào ngày 8 tháng 12 năm 2011 với vai trò là đĩa đơn thứ hai từ album tiếng Hàn thứ ba của Girls' Generation, The Boys. Nhóm thực hiện các hoạt động quảng bá cho đĩa đơn này trước khi nó được phát hành trên các chương trình âm nhạc của Hàn Quốc bao gồm Music Bank, Show! Music Core, Inkigayo và M! Countdown. Sau khi được phát hành, nhóm biểu diễn "Mr. Taxi" lần đầu tiên trên chương trình You Hee-Yeol's Sketchbook, phát sóng vào ngày 2 tháng 12 năm 2011.
Một video âm nhạc cho đĩa đơn này cũng đã được ra mắt, bao gồm toàn bộ màn biểu diễn "Mr. Taxi" trong tour diễn châu Á năm 2011 của họ. Ngoài ra, video luyện tập vũ đạo của bài hát đã bị rò rỉ vào tháng 3 năm 2012.

### Danh sách bài hát
- Tải về trực tuyến

1. "Mr. Taxi" – 3:33

### Bảng xếp hạng
| Bảng xếp hạng           | Thứ hạng cao nhất |
| ----------------------- | ----------------- |
| Billboard K-Pop Hot 100 | 15                |
| Gaon Single             | 9                 |

## Lịch sử phát hành
| Khu vực       | Ngày                | Hãng đĩa         | Định dạng                  |
| ------------- | ------------------- | ---------------- | -------------------------- |
| Toàn thế giới | 23 tháng 4 năm 2011 | Universal Music  | Tải về trực tuyến          |
| Nhật Bản      | 27 tháng 4 năm 2011 | Nayutawave       | Tải về trực tuyến, CD, DVD |
| Hong Kong     | 11 tháng 5 năm 2011 | Universal Music  | CD, DVD                    |
| Đài Loan      | 17 tháng 5 năm 2011 | Universal Music  | CD, DVD                    |
| Philippines   | 25 tháng 6 năm 2011 | MCA              | Tải về trực tuyến, CD, DVD |
| Hàn Quốc      | 8 tháng 12 năm 2011 | SM Entertainment | Tải về trực tuyến          |